# 赫伯特·威尔伯福斯
赫伯特·威尔伯福斯（英語：Herbert Wilberforce，1864年2月8日—1941年3月28日），生于巴伐利亚王国慕尼黑，英国男子网球运动员。他曾获得1887年温布尔登网球锦标赛男子双打冠军。